# Parada de Arriba
Parada de Arriba település Spanyolországban, Salamanca tartományban.  Lakosainak száma 272 fő (2024).

## Népesség
A település népessége az elmúlt években az alábbi módon változott:
| Lakosok száma | 247  | 243  | 262  | 285  | 264  | 265  | 250  | 251  | 262  | 272  |
|               | 2001 | 2004 | 2007 | 2009 | 2012 | 2014 | 2017 | 2019 | 2022 | 2024 |